# Raija-Leena Hämet-Ahti
Raija-Leena Hämet-Ahti (Helsinki, 1 de noviembre de 1931) es una naturalista (botánica, micóloga, pteridóloga) finesa, escritora y ensayista.
- La abreviatura «Hämet-Ahti» se emplea para indicar a Raija-Leena Hämet-Ahti como autoridad en la descripción y clasificación científica de los vegetales.[2]